# Heckengelände im Gewand Dedenberg, Krautgärten und Föhrle
Das Heckengelände im Gewand Dedenberg, Krautgärten und Föhrle war ein 65 Hektar großes Landschaftsschutzgebiet auf dem Gebiet der Gemeinde Dunningen im Landkreis Rottweil in Baden-Württemberg. Es wurde am 1. Februar 1953 ausgewiesen. Das Schutzgebiet ist später im Landschaftsschutzgebiet Heckengelände zwischen Dunningen und Seedorf, welches am 9. September 1993 ausgewiesen wurde, aufgegangen.
Es umfasste das Gebiet südlich der Verbindungsstraße zwischen Dunningen und Bösingen und wurde als „schöne Heckenlandschaft mit gutem Überblick über die Karstlandschaft [und] Fernsicht gegen Schwarzwald und Alb“ beschrieben.